# ديفيد إم. لوسون
ديفيد إم. لوسون (بالإنجليزية: David M. Lawson)‏ هو قاضي ومحامي أمريكي، ولد في 1951 في ديترويت في الولايات المتحدة.